# Риу-Верди-ди-Мату-Гросу
Риу-Верди-ди-Мату-Гросу (порт. Rio Verde de Mato Grosso) — муниципалитет в Бразилии, входит в штат Мату-Гросу-ду-Сул. Составная часть мезорегиона Северо-центральная часть штата Мату-Гроссу-ду-Сул. Входит в экономико-статистический микрорегион Алту-Такари. Население составляет 18 586 человек на 2007 год. Занимает площадь 8151,975 км². Плотность населения — 2,28 чел./км².

## История
Город основан 16 декабря 1953 года. 

## Статистика
- Валовой внутренний продукт на 2003 год составляет 156 648 503,00 реалов (данные: Бразильский институт географии и статистики).
- Валовой внутренний продукт на душу населения на 2003 год составляет 8089,68 реалов (данные: Бразильский институт географии и статистики).
- Индекс развития человеческого потенциала на 2000 год составляет 0,752 (данные: Программа развития ООН).